# St. Barnabas Anglican Church (Liberta)

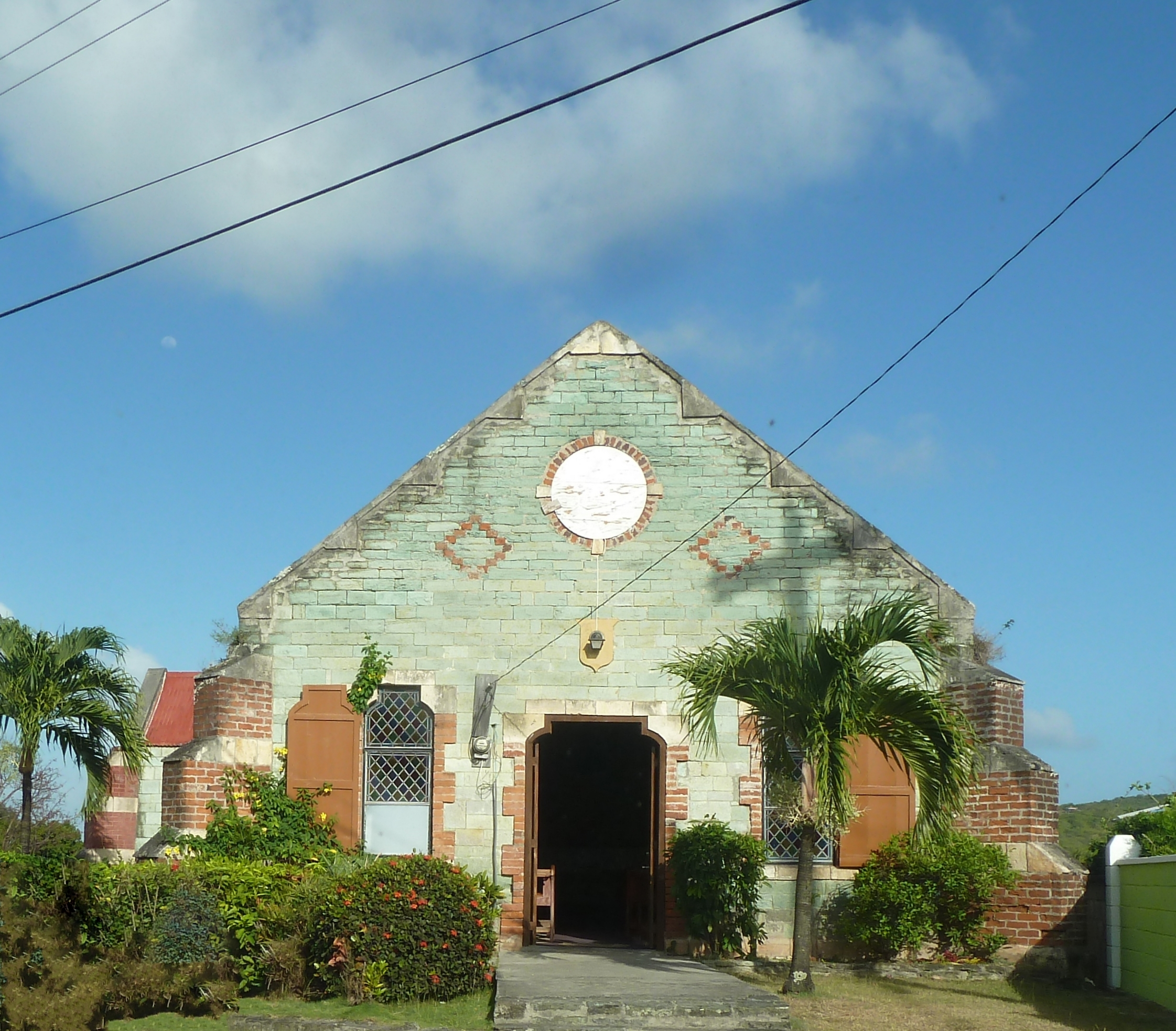
St. Barnabas Anglican Church

Die Kirche Saint Barnabas ist eine anglikanische Kirche in Liberta im Süden der Karibikinsel Antigua im Staat Antigua und Barbuda. Sie gehört zur Pfarre St. Paul’s with St. Barnabas der Diözese North Eastern Caribbean and Aruba der Church in the Province of the West Indies.
Gewidmet ist sie dem Apostel Barnabas, der als Schutzpatron der Fassbinder und Tuchmacher auch einer der frühen Seefahrtsheiligen ist.

## Geschichte
Die Kirche wurde im frühen 19. Jahrhundert unter William Coleridge (1824–1842), Bischof von Barbados und den Leeward Islands, erbaut. Ursprünglich war sie eine Schule. Beim großen Antillen-Erdbeben 1843 wurde die Pfarrkirche in Falmouth, St. Paul’s, völlig zerstört, und Bischof Davis, erster Bischof der Diözese zu St. John’s, widmete das Haus, das trotz Schaden schneller wiederhergestellt werden konnte, als Notkirche um.
Die Kirche diente nach der Abschaffung der Sklaverei 1843 (Liberta war der Ausgang der Befreiungsbewegung) trotzdem noch lange nur als Kirche der weißen Gemeinde in Liberta und Swetes, während die farbige Bevölkerung nach All Saints ging, wo man aufgeschlossener war.
1989 wurde die Kirche – schon unter restauratorischen Gesichtspunkten, da sie eines der älteren bestehenden Bauwerke Antiguas ist – saniert und erweitert.

## Bauliches
Die kleine, turmlose Kirche steht am Barnabas Hill, einem der vielen Hügel Libertas. Sie ist aus wuchtigem grünen Stein, wie er in Liberta gebrochen wird, und noch an einigen anderen Häusern zu finden ist, in sauberem Quaderwerk erbaut. Das Haus ist steinsichtig und zeigt an Tor und den hohen Fenstern reizvolle Materialornamentik mit Backstein-Eckquaderung und Kragsturzbögen in weißem Kalkstein. Der Giebel enthält ein Rundfenster und zwei blinde Rautenfenster, ebenfalls alles ziegelgefasst. Die Ecken des Hauses sind mit kräftigen, diagonal angesetzten Stützmauern gesichert, die wohl von der Wiederherstellung der 1840er stammen.
Die Bauweise erinnert an die Festungsbauten in und um English Harbour, für die die Mutterkirche zuständig war, was einen Militärbaumeister vermuten lässt, und entspricht einem prä-viktorianischen Italianate-Stil als Rezeption der frühen Landkirchen des Mittelmeerraums. Einziger wirklicher Schmuck sind die bunten Glasfenster, sie sind mit Fenstergitter und großen Fensterläden insbesondere gegen Schaden durch Hurrikans gesichert. Die Ergänzungen der 1980er passen sich der Altsubstanz an.